# بلاج كرامر
بلاج كرامر (بالسلوفينية: Blaž Kramer)‏ هو لاعب كرة قدم سلوفيني في مركز الهجوم، ولد في 1 يونيو 1996 في تسليه في سلوفينيا. لعب مع نادي زيورخ.

## وصلات خارجية
- بلاج كرامر على موقع الاتحاد الدولي (مؤرشف)  (الإنجليزية)
- بلاج كرامر على موقع الاتحاد الأوربي (الإنجليزية)
- بلاج كرامر على موقع اتحاد تركيا (لاعب) (الإنجليزية)
- بلاج كرامر على موقع قاعدة بيانات كرة القدم.إي يو (الإنجليزية)
- بلاج كرامر على موقع ناشيونال فوتبول تيمز (الإنجليزية)
- بلاج كرامر على موقع Soccerway.com (الإنجليزية)
- بلاج كرامر على موقع عالم كرة القدم.نت (الإنجليزية)